# Bystrze (Poméranie)
Pour les articles homonymes, voir Bystrze.
Bystrze est une localité polonaise de la gmina rurale de Miłoradz située dans le powiat de Malbork en voïvodie de Poméranie. Elle se trouve à environ 8 km à l'ouest de Malbork et à 44 km au sud-est de la capitale régionale Gdańsk.

## Géographie

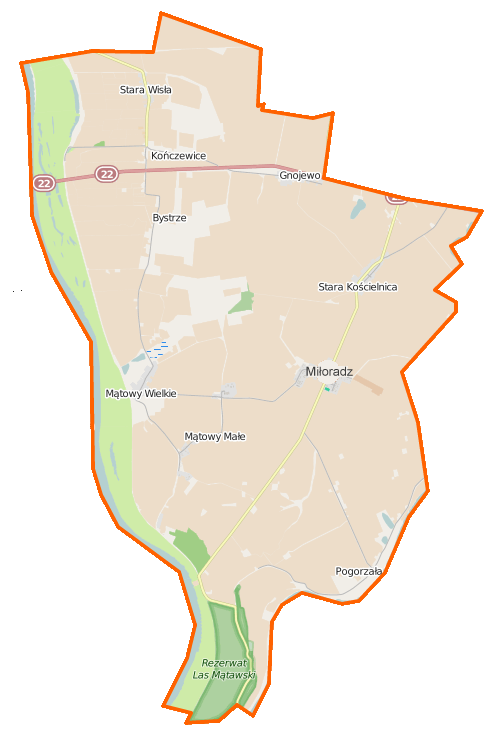
Carte de la gmina de Miłoradz.